# Hythe, Alberta
Hythe är en ort i Kanada.   Den ligger i provinsen Alberta, i den centrala delen av landet, 3 200 km väster om huvudstaden Ottawa. Hythe ligger 744 meter över havet och antalet invånare är 820.
Terrängen runt Hythe är platt. Runt Hythe är det mycket glesbefolkat, med 2 invånare per kvadratkilometer.. Närmaste större samhälle är Beaverlodge, 14,5 km sydost om Hythe. 
Trakten runt Hythe består till största delen av jordbruksmark.